# Oberlandeshauptmann
Der Oberlandeshauptmann war der Statthalter des böhmischen Königs in Schlesien, das von 1335 bis 1742 ein Nebenland der Krone Böhmen war. Er wurde vom König ernannt und stand der „Oberlandeshauptmannschaft“ vor, die auch als „Oberamt“ bezeichnet wurde. Dem Oberlandeshauptmann unterstanden die Landeshauptleute der schlesischen Herzog- und der Erbfürstentümer sowie die Stände Schlesiens. Er übte die freiwillige Gerichtsbarkeit über die Fürsten aus und war u. a. für die Eintreibung der Steuergelder zuständig.

## Geschichte
Erster Oberlandeshauptmann von Schlesien war der Breslauer Bischof Konrad von Oels. Er wurde am 16. April 1422 von König Sigismund ernannt und sollte die militärische Abwehr gegen die Hussiten in Schlesien übernehmen. Erst unter König Matthias Corvinus (1469–1490), der die böhmischen Nebenländer Mähren, Schlesien und die Lausitz in seinen Herrschaftsbereich eingliederte, setzte eine effektive Landesverwaltung ein, und das Amt des Oberlandeshauptmanns wurde ab 1474 eine ständige Einrichtung. Da er keinen schlesischen Fürsten für dieses Amt gewinnen konnte, ernannte Corvinus im Dezember 1474 den Zipser Grafen Stephan Zápolya zum Oberlandeshauptmann, der zugleich Landeshauptmann des Erbfürstentums Schweidnitz-Jauer war. Im Großen Landesprivileg von 1498 bestätigte sein Nachfolger König Vladislav II. u. a. die Institution des Oberlandeshauptmanns und bestimmte, dass das Oberamt künftig stets einem schlesischen Fürsten zu übertragen sei. Damit wurde einerseits die bestehende Landesverfassung festgeschrieben, andererseits der Charakter des Amtes des Oberlandeshauptmanns geändert, der nun nicht mehr ausschließlich Beamter des Königs, sondern zugleich Repräsentant der Stände sein sollte.
Nach dem Übergang Böhmens an das Haus Habsburg im Jahr 1526 blieb die Position des Oberlandeshauptmanns zunächst unverändert. Nach dem Tod des Oberlandeshauptmanns Karl I. von Münsterberg und Oels 1536 wurde wiederum ein Fürstbischof, Jakob von Salza, ernannt. Mit dieser Ämterverbindung sollte u. a. die Ausbreitung des Protestantismus verhindert werden. Zugleich verbot König Ferdinand I. dem Fürstbischof, ohne königliche Weisung von sich aus einen Fürstentag einzuberufen. Nach dem Tod des Bischofs Johann VI. von Sitsch 1608 verfügte Rudolf II. im Majestätsbrief vom 20. August 1609, dass die Oberlandeshauptmannschaft einem weltlichen, protestantischen schlesischen Fürsten zu übertragen ist und der Bischof von Breslau künftig von diesem Amt ausgeschlossen sein wird. Rudolfs Nachfolger Matthias bestätigte diese Privilegien am 9. Oktober 1611 und stimmte zudem der Einrichtung einer deutschen Kanzlei für Schlesien. und die Lausitzen zu, die ihren Sitz in Prag hatte. Durch die Konversion des Teschener Herzogs Adam Wenzel gelangte das Oberamt 1617 wieder in katholische und nach dessen baldigem Tod kurzfristig in protestantische Hände. 1624 wurde dem Oberlandeshauptmann verboten, Fürstentage ohne ausdrückliche Genehmigung des Kaisers einzuberufen.
Nach dem Rücktritt des Herzogs Georg Rudolf 1629 verlor das Amt seinen bisherigen ständischen Charakter, indem es von Kaiser Ferdinand II. in eine von ihm abhängige Aufsichts- und Verwaltungsbehörde umgewandelt wurde. Dadurch wurde die Oberlandeshauptmannschaft eine rein kaiserliche Behörde, in der der Oberhauptmann zwar den Vorsitz, aber nur geringen Einfluss hatte. Den einflusslosen Ehrenvorsitz übernahm nun, gegen die Zusage freier Religionsausübung für sein Land, Herzog Heinrich Wenzel von Oels und Bernstadt. Nachdem durch eine weitere Verordnung Ferdinands III. 1639 die ständische Mitwirkung praktisch beseitigt wurde, trat der kaisertreue Oberlandeshauptmann Karl Eusebius von Liechtenstein aus Protest von seinem Amt zurück. 1719 wurde das Amt dem Fürstbischof Franz Ludwig von Pfalz-Neuburg entzogen und nicht wieder mit einem Mitglied der Fürstenkurie besetzt. Karl VI. übertrug es interimistisch dem Schweidnitz-Jauerschen Landeshauptmann Johann Anton Gotthard von Schaffgotsch, der als „Oberamtsdirektor“ die Geschäfte leitete. Mit der Annexion Schlesiens durch Preußen 1741 erledigte sich das Amt des Oberlandeshauptmanns.

## Liste der Oberlandeshauptmänner
- 1422–14?? Konrad von Oels, Bischof von Breslau und Fürst von Neisse
- 1474–1479 Stephan Zápolya, Graf von Zips
- 1480–1481 Johann Filipec, Bischof von Großwardein
  - 1481–1488 Johann Bjelik von Kornitz, höchster Landesbeamter für Oberschlesien
  - 1481–1488 Georg von Stein, höchster Landesbeamter für Niederschlesien
- 1488/89 Friedrich I., Herzog von Liegnitz
- 1490–1497 Johann IV. Roth, Fürstbischof
- 1497–1504 Kassimir II., Herzog von Teschen, wurde abgesetzt, da es ihm nicht gelang, das Räuberunwesen zu bekämpfen.
- 1504–1507 Sigismund I. von Polen, in seiner Eigenschaft als Herzog von Glogau, das ihm von seinem Bruder, dem böhmischen König Vadislav II. übertragen wurde. Während seiner Amtszeit wurde am 3. Februar 1504 der sogenannte „Kolowratsche Vertrag“ abgeschlossen, den der böhmische Kanzler Albrecht von Kolowrat zustande brachte. Mit dem Vertrag wurde vereinbart, dass nicht nur Schlesier, sondern auch Angehörige der übrigen Länder der Krone Böhmen Bischöfe und Domherren in Breslau werden und auch Lehen erhalten dürfen.
- 1507–1509 Johannes V. Thurzo, Fürstbischof; Ernennung unter Missachtung des Kolowratschen Vertrags
- 1509–1517 neuerlich Kasimir II. von Teschen; erhielt zudem auf Lebenszeit die Landeshauptmannschaft im Erbfürstentum Troppau sowie die Nutznießung des Erbfürstentums Glogau
  - 1516–1526 Friedrich II., Herzog von Liegnitz, höchster Landesbeamter für Niederschlesien
- 1527–1536 Karl I., Herzog von Münsterberg und Oels; vorher Landvogt der Oberlausitz, Oberst-Landeshauptmann von Böhmen und bis 1533 Landeshauptmann von Glogau. Wegen der Türkenkriege erweiterten die Stände 1532 seine Befugnisse für die Landesbereitschaft.
- 1536–1539 Jakob von Salza, Fürstbischof
- 1539–1562 Balthasar von Promnitz, Fürstbischof
- 1562–1574 Kaspar von Logau, Fürstbischof
- 1574–1585 Martin von Gerstmann, Fürstbischof; setzte in der Verwaltung des Oberamts auch evangelische Räte ein.
- 1586–1596 Andreas von Jerin, Fürstbischof
  - 1597–1599 Vakanz
- 1599–1600 Paul Albert,[5] Fürstbischof; starb noch vor der Bischofsweihe. Da er kein Schlesier war, verletzte seine Ernennung zum Oberlandeshauptmann den Kolowratschen Vertrag von 1504.
- 1600–1608 Johann VI. von Sitsch, Fürstbischof; schloss auf Weisung des Landesherrn im Herbst 1607 den Jägerndorfer Herzog Johann Georg von Brandenburg von den Fürstentagen und den Ständeversammlungen aus.
- 1608–1617 Karl II. (Münsterberg-Oels), Herzog von Münsterberg und Oels
- 1617 Adam Wenzel, Herzog von Teschen; starb im Jahr der Ernennung.
- 1617–1620 Johann Christian, Herzog von Liegnitz und Brieg; begab sich 1618 nach dem Prager Fenstersturz zum Kaiser nach Wien, um ihn zur Mäßigung zu bewegen und beim Hofe die Streitpunkte Schlesiens mit Böhmen und Mähren zu verhandeln. Eine von ihm beauftragte Gesandtschaft begab sich nach Prag zu den Aufständischen, denen sie mitteilen sollte, dass man in Schlesien in der Religionsfrage zu ihnen stehen aber auch zum Kaiser halten werde.
- 1621–1629 Georg Rudolf, Herzog von Liegnitz
- 1629–1639 Heinrich Wenzel, Herzog von Oels und Bernstadt; als 1632 die protestantischen schlesischen Fürsten eine Annäherung an die schwedisch-sächsischen Eroberer suchten, lehnte Heinrich Wenzel, der dem Kaiser gegenüber loyal bleiben wollte, die Einberufung eines Fürstentages ab und verließ vorübergehend das Land.
- 1639–1641 Karl Eusebius, Fürst von Liechtenstein und Herzog von Troppau und Jägerndorf
- 1641–1664 Georg III., Herzog von Brieg
- 1664–1671 Sebastian von Rostock, Fürstbischof. Mit dessen Ernennung sollte die Gegenreformation beschleunigt und die Anwesenheit des Oberlandeshauptmanns in Breslau gewährleistet werden.
- 1672–1675 Christoph Leopold von Schaffgotsch, bereits seit 1665 Präsident der schlesischen Kammer
- 1675–1682 Friedrich von Hessen-Darmstadt, Fürstbischof; erhielt das Oberamt erst 1675 mit der Bedingung, nach Schlesien überzusiedeln.
- 1682–1684 Johann Caspar von Ampringen, Herzog von Freudenthal und Hochmeister des Deutschen Ordens
- 1685–1719 Franz Ludwig von Pfalz-Neuburg, Fürstbischof; wurde 1719 wegen seiner häufigen Abwesenheiten von den Geschäften des Oberamts entbunden.
- 1719–1741 Johann Anton Gotthard von Schaffgotsch, Landeshauptmann des Erbfürstentums Schweidnitz-Jauer; leitete das Oberamt bis zur Annexion Schlesiens durch Preußen interimistisch als „Oberamtsdirektor“.

nach dem Übergang an Preußen 1742
- 1811–1820 Ewald Georg von Massow